# 阿斯馬拉大清真寺
阿斯馬拉大清真寺（義大利語：Grande Moschea di Asmara、阿拉伯语：‎）是厄立特里亞首都阿斯馬拉的一所清真寺，位於解放大道（前稱墨索里尼大道）上。寺名的阿拉伯文名指的是正統哈里發。
清真寺由墨索里尼倡議興建、圭多‧費拉薩設計，1938年落成，以取悅佔當地人口一半的穆斯林社群。清真寺和玫瑰聖母堂和科普特禮聖瑪利亞座堂，被視為城中三座主要的建築物。

## 建築特徵
清真寺揉合了理性主義、古典、伊斯蘭風格。飾有凹槽的羅馬式宣禮塔全城皆可見。兩層平面和陽台以義大利洛可可（後期巴洛克）風格設計。宣禮塔下，清真寺立面有被分成三段的新古典涼廊。兩排支柱由德克姆哈雷出產的洞石雕成，由義大利卡拉拉大理石製成的柱頂支撐。 米哈拉布以及其他裝飾也採用了同一個礦場的石頭。寺前的空間以幾何平面的黑石鋪成。

## 書目
- Cantalupo, Charles. . MSU Press. 1 January 2012. ISBN 978-1-60917-313-5.
- Carillet, Jean-Bernard; Butler, Stuart; Starnes, Dean. . Lonely Planet. 2009. ISBN 978-1-74104-814-8.
- Connell, Dan; Killion, Tom. . Scarecrow Press. 14 October 2010. ISBN 978-0-8108-7505-0.
- Fuller, Mia. . Routledge. 24 January 2007. ISBN 978-1-134-64830-6.
- Griswold, Eliza. . Penguin Books Limited. 3 February 2011. ISBN 978-1-84614-422-6.
- House, Media. . Highbury Columbus Travel Pub. 1 December 2004. ISBN 978-1-902221-84-7.